# Yamila bint al Yabbar
Yamila bint al Yabbar (Mérida, s. IX - Galicia, s.m. s. IX) fue una guerrera bereber que se alzó junto con su familia contra el emir Abd al Rahman II (822-852).

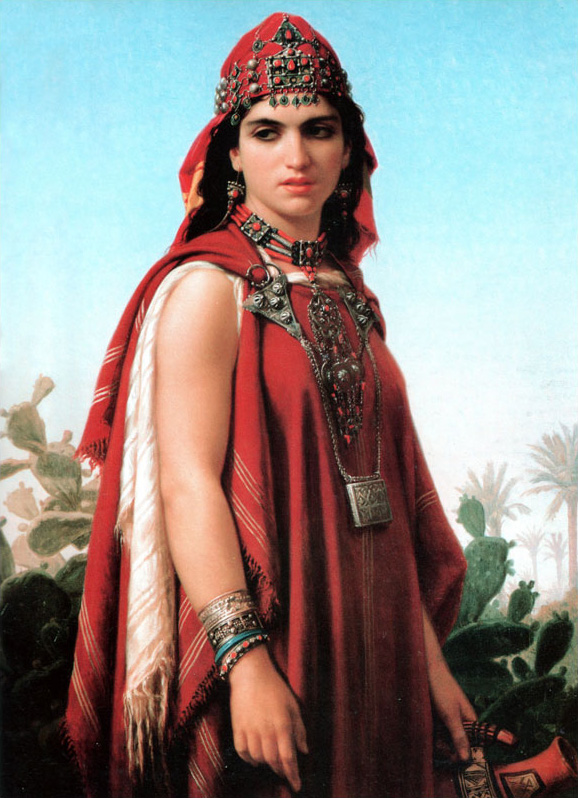
Mujer bereber

## Biografía
Yamila bint al Yabbar pertenecía a la tribu bereber de los Maṣmuda y era originaria de la ciudad de Mérida. Su familia protagonizó agitaciones, conflictos y levantamientos en la zona de Mérida y el valle del Guadiana. Conocemos su vida fundamentalmente gracias a la labor del historiador Ibn Hayyan (s. X-XI) en su obra al-Muqtabis. Él la describía por poseer una gran fuerza y coraje en la batalla participando junto a los hombres. También era una mujer famosa entre su gente por poseer una gran belleza y gracia.
Yamila llegó a comandar a un batallón de mujeres guerreras en las revueltas contra el emir. Nos cuenta Ibn Hayyan que Yamila aparentó poseer más tropas a su mando, ordenando que las mujeres se soltaran cabello, cogieran armas y montaran en caballos para que pareciera que eran más fuerzas en la retaguardia que avanzaban sobre las tropas enemigas reforzando a las de su hermano Mahmud bint al Yabbar. Las tropas emirales procedentes de Beja huyeron.
El modelo de Yamila se aparta del modelo de conducta adecuada para una mujer musulmana. Su actuación, sin embargo, no fue censurada, sino que se presentó como una auténtica guerrera, hermosa y virtuosa que salía al encuentro de caballeros y luchaba como ellos. Su actuación como guerrera “la sitúan al margen de la actuación restringida al ámbito familiar, propio del funcionamiento femenino en las sociedades patriarcales agnáticas”.
Yamila acabó siendo atrapada por tropas cristianas del rey Alfonso II el Casto que, además, acabaron con la vida de su hermano Mahmud. Finalmente, fue sorteada entre los que le hicieron prisionera. Fue un noble  quien finalmente se casó con ella y tuvo numerosos hijos, uno de los cuales llegaría a ser arzobispo de Santiago de Compostela. Yamila en sus últimos años se convirtió al cristianismo.

## Citas
"se las ingenió para aparentar mayor número a los ojos del enemigo, ordenando a las mujeres, que así lo hicieron, soltarse el cabello, montar en las acémilas, tomar las armas sobrantes y permanecer a un lado, para que supusieran los de Beja desde la distancia que eran las fuerzas de reserva de los que avanzaban hacia ellos: con ellas estaba su hermana Yamila, a quien puso en la mano uno de sus estandartes, mandándole marchar despacio tras él.... [ya cuando empezaban a huir los atacantes de Beja] apareció el grupo de la hermana de Mahmud con la cabalgata de las mujeres, desde un cerro dominante, con el estandarte alzado en la mano: al ver los de Beja a este grupo, no dudaron de que fuesen refuerzos de  ahmud o una tropa que se le unía.... por lo que salieron huyendo en franca 
 derrota.... Yamila, la hermana de Mahmud, tuvo en este combate una actuación destacada y excelente que fue comentada por la gente en las diversas comarcas de al- Andalus, siendo su hazaña cantada en las bodas de las regiones de Occidente durante largo tiempo”.
Ibn Hayyan, al-Muqtanis II, 1; traducción de María Jesús Viguera Molins.